# Vidovica
Vidovica – wieś w Słowenii, w gminie Podčetrtek. W 2018 roku liczyła 58 mieszkańców.